# Ziramundo
O Ziramundo foi um parque de diversão temático e indoor com as personagens do cartunista Ziraldo. O parque funcionou de 2000 a 2006, no Shopping Pier 21, em Brasília, no Distrito Federal. O parque ocupava uma área coberta de 2060 m² e tinha capacidade para mil crianças, com um foco na faixa etária entre 2 e 12 anos.  Havia onze atrações no parque, entre elas estavam um bate-bate, um trenzinho, uma xícara maluca tematizada com o Menino Maluquinho onde as crianças rodavam dentro de panelas e um brinquedo de naves giratórias que sobem e descem tematizado com o livro Flicts.  Além dessas atrações havia uma sala de jogos, uma livraria interativa onde era possível ouvir histórias narradas por contadores e o Museu Fantástico sobre curiosidades científicas.  O propósito das salas do museu era provocar a percepção dos visitantes. Na Sala Maluca, por exemplo, todos os objetos eram dispostos em planos inclinados para ensinar sobre a gravidade. Também era possível encontrar a Turma do Pererê no parque.

## Ligações Externas
Página da Poltronieri Engenharia com fotos do parque
Página do Megatério - Estúdio de Criação e Arte no Facebook com mais fotos